# 임정호 (1980년)
임정호(1980년 4월 14일 ~ )는 대한민국의 전직 스타크래프트 프로게이머이다. Sinji_NT라는 아이디를 사용하며, 종족은 저그이다.
2000년 POS(전 MBC게임 히어로)의 창단멤버로 프로게이머 활동을 시작했다.
2004년 은퇴 후 다시 복귀하였다.
2005년 은퇴하였다.

## 수상 경력
- 2000년 4월 트라이엄프배 PKO 우승
- 2000년 5월 하나로 통신배 스타리그 2000 16강
- 2000년 11월 mso마인드 올림피아드 3위
- 2000년 12월 호서대 총장배 준우승
- 2001년 1월 게임큐 월드와이드 팀매치 우승
- 2001년 7월 신비로 샤크배 온게임넷 아마게돈 3위
- 2002년 1월 코헨프로게이머16강전 4위
- 2002년 2월 온게임넷 엠파이어 어스first리그 16강
- 2002년 3월 2002 KPGA 투어 1차리그 16강
- 2002년 6월 NATE 2002 온게임넷 스타리그 16강
- 2002년 10월 2002 SKY 온게임넷 스타리그 16강